# Абашин Василь Олександрович
Васи́ль Олекса́ндрович Аба́шин (народився 3 жовтня 1940 року, село Вербовець Косівського району Станіславської, нині Івано-Франківської області) — український гончар, художник-кераміст. Майстер традиційного народного мистецтва (1983). Член Національної спілки художників України (1988).

## Біографія
У 1963—1967 роках працював у керамічному цеху фабрики імені Тараса Шевченка, у 1967—1995 роках — керамістом у Косівській художній майстерні, яка згодом стала художньо-виробничим комбінатом. 1995 року покинув творчу роботу.
Тричі (1973, 1986, 1988) брав участь республіканських художніх виставках. 1988 року був також учасником всесоюзної художньої виставки.
Твори Абашина зберігаються в Музеї Гуцульщини в місті Коломия, в Одеському художньому музеї.
У виробах Абашина лаконізм і цілісність форми поєднуються з розмаїттям декору. Чимало творів майстра малих форм впроваджено в серійне виробництво.